# Після Янґа
«Після Янга» (англ. After Yang) — американський науково-фантастичний драматичний фільм 2021 року, написаний, режисером і змонтованим Когонадою. У головних ролях Колін Фаррелл, Джоді Тернер-Сміт, Джастін Х. Мін, Малеа Емма Тьяндравіджая та Хейлі Лу Річардсон. Сюжет розповідає про спроби сім'ї полагодити свою дитину-робота, яка не реагує. Світова прем'єра фільму відбулася на Каннському кінофестивалі 8 липня 2021 року, а 4 березня 2022 року вийшов у прокат A24 і Showtime. Він отримав загалом позитивні відгуки критиків. Це, разом із "Монстром " Хірокадзу Кореда, є останніми повнометражними фільмами, написаними композитором Рюїчі Сакамото до його смерті. З моменту виходу на екрани його вважали одним з найкращих фільмів 20-го і 21-го століття.

## Сюжет
Джейк і Кайра живуть зі своєю удочереною донькою Мікою, а також Янгом, роботом-підлітком. Джейк і Кайра придбали Янга, культурний агрегат, як засіб для того, щоб Міка могла зв'язатися зі своїм китайським корінням, ділячи історії та факти. Одного дня після сімейного танцювального конкурсу Янг стає несприйнятливим до дій, але вже не підпадає під гарантію, оскільки його придбали від закритого продавця Second Siblings, а не від його оригінального виробника Brothers & Sisters Incorporated. Джейк, чий чайний магазин має труднощі, шукає доступний спосіб відновити Янга.
Місцевий сервіс ремонту «Quick Fix» проводить діагностику і виявляє, що обчислювальне ядро Янга несправне і потрібно замінити. Технік рекомендує замінити Янга цілком новою одиницею, перш ніж його тіло почне розкладатися, за значні кошти. Однак, коли Джейк розуміє, наскільки засмучена Міка втратою свого «брата», він вирішує врятувати Янга з принципових міркувань, попри пропозицію Кайри, що Міка може виграти від відчуття горя. У зворотному зв'язку Янг завершує цікаву Міку, що вона залишається частиною сім'ї, попри те, що її удочерили.
За порадою свого сусіда, Джорджа, Джейк відводить Янга до Расса, техніка з вуличного руху. Він пропонує виконати незаконний ремонт ядра Янга всупереч умовам угоди користувача Brothers & Sisters. Расс виявляє те, що він вважає прихованою камерою всередині Янга. Джейк відносить «камеру» до музейного фахівця, на ім'я Клео, яка каже йому, що це насправді банк пам'яті Янга — пристрій, який записує ключові події кожного підрозділу, існування якого Brothers & Sisters давно заперечували, щоб уникнути конфіденційності. скандал. Джейк переглядає «спогади» Янга, короткі кліпи з кожного дня його життя, у багатьох з яких зображена невідома молода білявка. Наступного дня Джейк забирає Янга від Расса і відводить його до Клео, яка намагається витонченіше відремонтувати ядро. У спогаді Янг стає сумним через свою нездатність по-справжньому відчути життя так само як люди.
Джейк відвідує місця зі спогадів Янга, щоб розпитати про білявку. Донька Джорджа розповідає, що ця жінка — Ада, клон, який таємно відвідував Янга, коли решта родини були на роботі та в школі. Потім Ада відвідує будинок і підтверджує підозри Джейка, що вони з Янгом були у стосунках. Міка продовжує боротися з тим, що життя Янга знаходиться в підвішеному стані, а Джейк і Кіра вирішують, що настав час прийняти його смерть. Вони віддають його в музей, і Міка і Ада прощаються з його тілом. У спогаді Янг і Кіра обговорюють неймовірність загробного життя.
Джейк вистежує Ненсі, яку він вважає першою власницею Янга. Однак вона пояснює, що також купила Янга у Second Siblings як відремонтовану одиницю, перш ніж повернути його через п'ять днів. Джейк розблоковує більшу частину банку пам'яті, щоб розкрити справжнє перше життя Янга, у якому він зав'язав стосунки з іншою жінкою, на ім'я Ада. Ця оригінальна Ада піклувалася про старіючу матір у першій родині Яна, але пізніше загинула в автомобільній аварії та була клонована. Клонована Ада розповідає Джейку, що їй сказали, що людина в спогадах Янга була її двоюрідною тіткою, але Ян ніколи не розкривав цих оригінальних стосунків.
Кіра та Джейк погоджуються, що вони не хочуть, щоб тіло Янга було виставлено в музеї, але його спогади мають бути збережені та поширені, оскільки його існування має значення для багатьох людей. Тієї ночі Міка каже Джейку, що не хоче прощатися з Янгом. Джейк погоджується, і Міка починає співати пісню, яку раніше чула в одному зі спогадів Янга.

## Виробництво

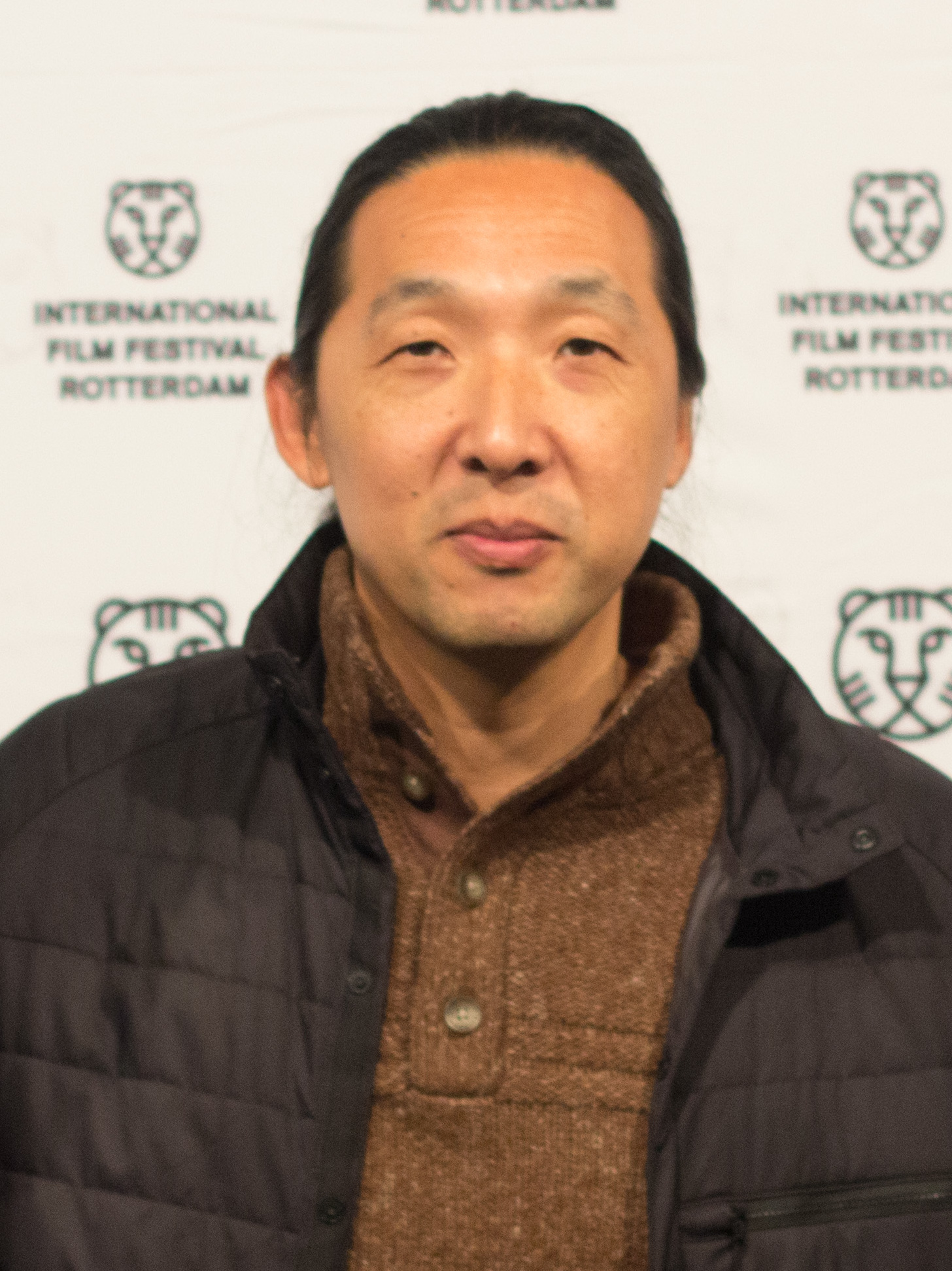
Сценарист, режисер і редактор Когонада

У червні 2018 року повідомлялося, що продюсерка Тереза Пак придбала права на екранізацію оповідання Олександра Вайнштейна «Прощання з Янгом». Сценарист і режисер фільму буде Когонада . У лютому 2019 року було оголошено, що Колін Фаррелл зіграє головну роль у фільмі «Після Янга», який буде продавати A24. У квітні 2019 року до акторського складу приєдналися Голшіфтех Фарахані, Джастін Х. Мін, Саріта Чоудхурі та Гейлі Лу Річардсон. У травні 2019 року Джоді Тернер-Сміт і Кліфтон Коллінз-молодший приєдналися до акторського складу, а Тернер-Сміт замінив Фарахані. Основні зйомки розпочалися 1 травня 2019 року

## Звільнення
Світова прем'єра фільму відбулася на Каннському кінофестивалі 8 липня 2021 року, а потім його північноамериканська прем'єра відбулася 21 січня 2022 року на кінофестивалі «Санденс», де він отримав премію Альфреда П. Слоуна. Він вийшов одночасно в кінотеатрах і на Showtime 4 березня 2022 року

## Касові збори
У Сполучених Штатах і Канаді «Після Янга» заробив приблизно 46 872 долари у двадцяти чотирьох кінотеатрах у перші вихідні. У міжнародному прокаті фільм зібрав 625 282 долари, а в усьому світі — 672 154 долари при бюджеті виробництва в 9–20 мільйонів доларів.

### Критична відповідь

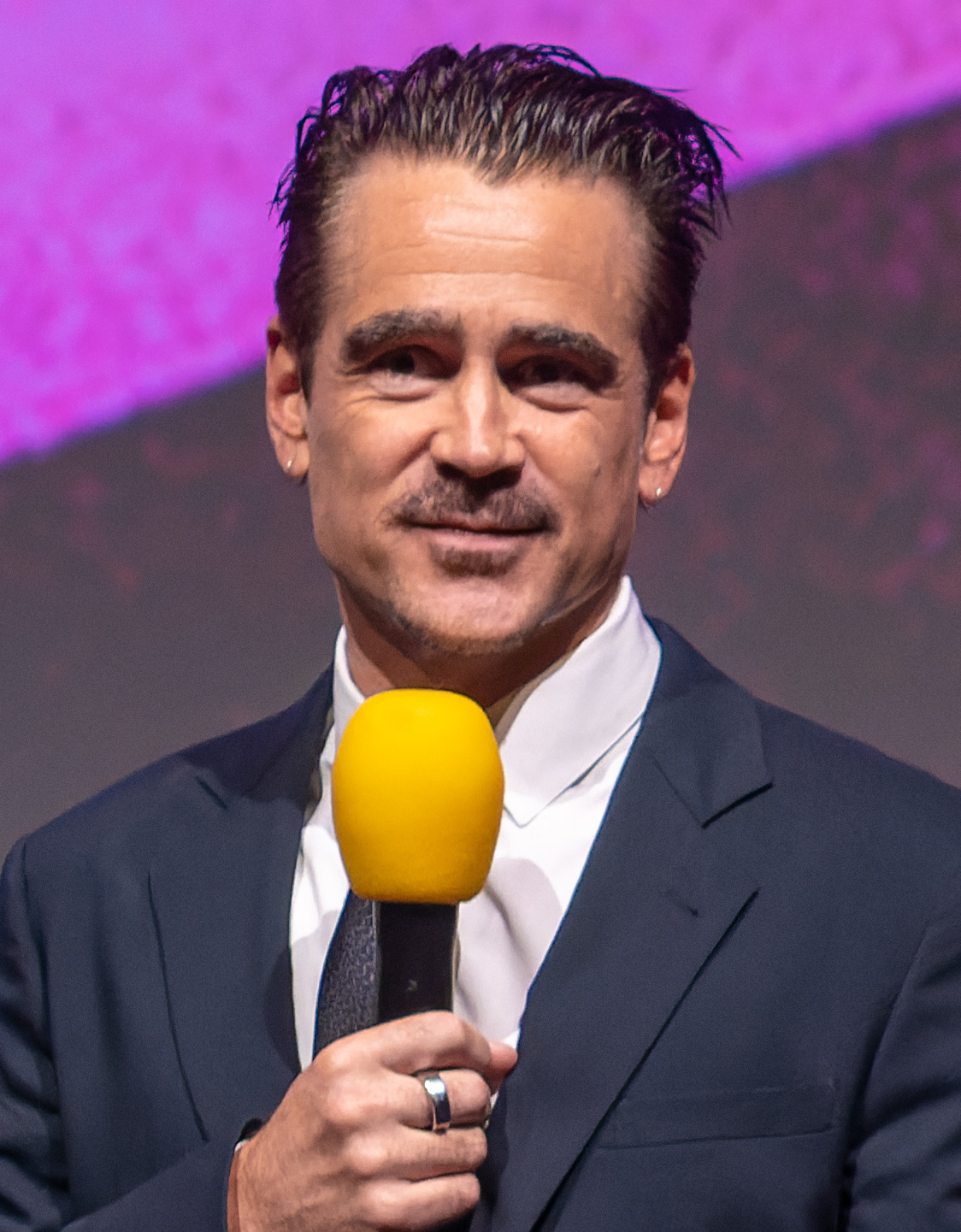
Коліна Фаррелла похвалили за його гру.

On the review aggregator website Rotten Tomatoes, 90 % of 235 critics' reviews are positive, with an average rating of 7.9/10. The website's consensus reads: «Although its reach occasionally exceeds its grasp, After Yang yields rich rewards for those willing to settle into its low-key wavelength.» Metacritic, which uses a weighted average, assigned the film a score of 78 out of 100, based on 44 critics, indicating «generally favorable» reviews.
Пишучи для The New York Times, Брендон Ю описав фільм як екзистенціальну кризу для людства, яка попросила глядача оцінити, що означає бути живим. Лео Кім Polygon заявив, що у фільмі розглядається багато питань, зокрема «заповіт про втрату, аналіз нашої залежності від технологій і глибоко людська історія про турботу». Річард Броуді з The New Yorker написав, що герої фільму живуть у «м'якому технофашизму дріб'язкових задоволень і привабливих поверхонь, які Когонада сміливо, лукаво робить привабливими». Девід Сімс з The Atlantic написав, що у фільмі запитали, що означає бути людиною у світі, наповненому технологіями, і що «результатом стала задумлива драма, яка грає як тиха таємниця, намагаючись зрозуміти не лише свого головного героя, а й глибші основи всіх соціальних зв'язків».
У 2023 році IndieWire поставив його на 9 місце у своєму списку «55 найкращих науково-фантастичних фільмів 21-го століття» за словами Крістіана Зілко: "Хоча фільми про людей, які мають тісні стосунки зі штучним інтелектом, колись здавалися антиутопією, удавана неминучість технології породила потребу в більш чуйному мистецтві на цю тему. Когонада заповнює це. порожнеча з прекрасним тонким штрихом, що призвело до створення фільму, який виглядає таким же людським, як і «техносапієнс» у ньому Collider поставив його на 19 місце у своєму списку «20 найкращих драматичних фільмів 2020-х років». написавши: «Хоч було знято незліченну кількість науково-фантастичних фільмів про небезпеку штучного інтелекту (і з поважних причин), „Після Янга“ застосовує більш щирий підхід, досліджуючи, як інтеграція роботизованої дитини впливає на сім'ю», і що фільм «відчувається напрочуд реалістичний у своєму зображенні складних розмов із близькими»